# Cip & Ciop agenti speciali
Cip & Ciop agenti speciali (Chip 'n Dale Rescue Rangers) è una serie animata statunitense prodotta da Walt Disney Television Animation dal 1989 al 1990. Creata da Tad Stones e Alan Zaslove, con protagonisti i personaggi classici di Cip & Ciop presenti con un nuovo aspetto, affiancati da tre nuovi personaggi: Monterey Jack, un topo forzuto molto goloso di formaggio; Scheggia, una bionda femmina di topolino nonché una geniale inventrice; e Zipper, un moscerino, nelle vesti di detective. La prima puntata della serie è stata trasmessa su Disney Channel il 4 marzo del 1989, dopo che una preview dal titolo "Catteries Not Included" era stata trasmessa il 27 agosto del 1988. Nel settembre del 1989 venne mandato in onda uno special di due ore dal titolo Rescue Rangers: To the Rescue, che successivamente venne diviso in 5 episodi trasmessi durante la solita programmazione settimanale. L'episodio finale venne trasmesso il 19 novembre del 1990. Un film in tecnica mista dall'omonimo titolo è stato reso disponibile su Disney+ a partire dal 20 maggio del 2022.
A partire dal 18 settembre del 1989 la serie passò in syndication. Veniva trasmessa nel pomeriggio insieme e a seguire della serie DuckTales su un canale che sarebbe successivamente diventato Fox prima di essere spostata su un nuovo canale.

## Trama
Cip e Ciop sono due scoiattoli che aprono una agenzia di investigazione, Agenti Speciali, insieme agli amici Scheggia, Monterey Jack, e Zipper. I detective tascabili affrontano crimini che sono spesso "troppo piccoli" per essere gestiti dalla polizia, spesso con l'aiuto di altri animali come loro clienti. La gang si trova spesso ad affrontare due antagonisti principali: Gattolardo, un gatto in sovrappeso dall'aspetto di gangster mafioso e lo scienziato pazzo Professor Pandemonium.

## Episodi
| Stagione         | Episodi | Prima TV USA      | Prima TV Italia |
| ---------------- | ------- | ----------------- | --------------- |
| Prima stagione   | 13      | 4 marzo 1989      | 1989            |
| Seconda stagione | 47      | settembre 1989    | 1989-1990       |
| Terza stagione   | 5       | 10 settembre 1990 | 1990            |

Fatta eccezione per la serie di episodi in cinque parti tratti dal film pilota, ogni episodio di 22 minuti della serie era autoconclusivo. I punti della trama introdotti in ogni episodio rimangono nell'episodio e lo sviluppo dei personaggi non sembrava continuare negli episodi futuri. La maggior parte degli episodi segue un formato simile, in cui il nuovo caso è stato presentato all'inizio dell'episodio stesso, poi la maggior parte della storia vede gli investigatori raccogliere indizi e indagare sulla situazione. Negli ultimi minuti dell'episodio, il caso viene risolto, di solito in modo drammatico e negli ultimi momenti è presente una scena finale divertente di interazione tra gli agenti.

## Personaggi

### Principali
- Cip (Chip; voce originale di Tress MacNeille, doppiaggio italiano di Antonella Rinaldi) è il leader degli Agenti Speciali. Dall'aspetto simile ad Indiana Jones, indossa un cappello fedora ed una giacca bomber, usa spesso una frusta come il famoso archeologo. Cip non ha paura, è ottimista e maturo ed ha un fortissimo standard morale, al punto che viene spesso accusato di non sapere come divertirsi. Viene spesso ripreso e litiga spesso con Ciop a causa dell'approccio semplicistico del suo migliore amico. Comunque, sotto sotto, a Cip sta molto a cuore Ciop e, a volte, si fa trascinare in alcune piccole pazzie dallo stesso. Sia lui che Ciop sono segretamente innamorati di Scheggia.
- Ciop (Dale; voce originale di Corey Burton, doppiaggio italiano di Teo Bellia)[6] è il co-fondatore dei Agenti Speciali. Indossa una camicia hawaiana rossa e gialla che ricorda Thomas Magnum in Magnum PI. Sebbene appassionato del lavoro, è uno scoiattolo spensierato, a volte immaturo che dimentica di pensare prima di agire. Trascorre il suo tempo libero leggendo fumetti e giocando ai videogiochi. Un noto drogato di caramelle, Ciop ha "attacchi di cioccolato" simili agli attacchi di formaggio di Monterey Jack (e ironicamente Monty trova disgustoso che Ciop non riesca a controllarsi davanti alle caramelle).[6][7] Si ritrova spesso colpito in testa e insultato da Cip quando dice o fa qualcosa di stupido, ma nonostante ciò, Ciop si preoccupa ancora profondamente di Cip e non nutre mai rancore contro di lui. Ciop è in gran parte un personaggio amichevole e accomodante, anche se è altrettanto disposto a fare sul serio quando la situazione lo richiede, e a volte mostra una notevole creatività, quando costruisce diversi gadget basati su uno dei suoi personaggi cinematografici preferiti nell'episodio "Double O Chipmunk", apparentemente in poche ore nonostante sembri avere poco o nessun background tecnologico.
- Monterey Jack (doppiaggio originale fatto sia da Peter Cullen che da Jim Cummings, doppiaggio italiano di Massimo Rinaldi) soprannominato "Monty" dai suoi amici e chiamato "Cheeser" da sua madre, è un topo australiano amante dell'avventura, capelli rossi e lussureggianti baffi che ha trascorso anni in giro per il mondo prima di un incontro casuale con Cip e Ciop durante il loro primo caso. Dopo che Gattolardo ha distrutto la sua casa, Monty e il suo compagno Zipper hanno deciso di unirsi al gruppo nel loro lavoro investigativo.[8] Più forte e più grande degli altri - in effetti, ha dimostrato prodezze di forza che alcuni umani avrebbero difficoltà a eguagliare - Monty può essere pronto ad arrabbiarsi se lui o i suoi amici vengono offesi, il che a volte lo lascia pronto a combattere con un avversario molto più grande e gli altri devono calmarlo.[6] Monty ha una prepotente dipendenza da formaggio, e la vista o l'odore del formaggio lo fa essere quasi ipnoticamente attratto da esso in un "attacco al formaggio" che gli attorciglia i baffi e gli occhi a spirale. Monterey Jack è l'unico Agente Speciale noto ad avere due genitori viventi, Cheddarhead Charlie e Camembert Kate, anch'essi viaggiatori[9], i quali come tutti i parenti di Monty, hanno nomi con riferimenti a vari tipi di formaggio. Monty si trova più spesso in compagnia di Zipper o Ciop, la cui natura amante del divertimento corrisponde alla sua. Sembra anche considerare Scheggia una sorta di figlia surrogata, molto probabilmente perché amico da tempo del padre di lei.[8] A causa della sua esperienza di viaggio, Monty si occupa spesso dell'organizzazione dei viaggi per il gruppo, e ama raccontare storie dei suoi viaggi, anche se gli altri spesso smettono di ricordare i suoi ricordi, e usa spesso coloratissimi "pseudo-australianismi" mentre parla, come "Strike me starkers".[6] Cullen ha doppiato il personaggio nella prima stagione e in 20 dei primi episodi della seconda, escluso il gruppo di cinque episodi parte di uno stesso lungometraggio; Cummings invece nell'episodio pilota, oltre a 22 episodi della stagione 2 e della stagione 3.[6][10]
- Scheggia (Gadget Hawkwrench  nell'originale, voce originale di Tress MacNeille, doppiaggio italiano di Loredana Nicosia)[6] è una giovane topolina dai capelli biondi, è il pilota, meccanico, inventrice e acrobata della squadra che indossa una [tuta] viola con occhiali blu in testa.[11] La figlia dell'inventore e aviatore Geegaw Hackwrench (Carrello Elicarotta in italiano), che era un buon amico di Monterey Jack, ha incontrato per la prima volta Cip e Ciop quando Monty li ha portati da Geegaw's in cerca di un aeroplano. Avendo perso il padre più di un anno prima e desiderosa di aiutare, si unisce alla squadra.[8] Nota per dire "Golly" (solo nel doppiaggio originale) ogni volta che è sorpresa da qualcosa, Gadget si muove, pensa e parla velocemente, a volte lasciando gli altri confusi.[6] Oltre a costruire e gestire il Ranger Plane, Scheggia è la responsabile dei vari oggetti tecnologici utilizzati dal team e inventa regolarmente nuovi veicoli e strumenti per l'uso del team.[6] Ha la straordinaria capacità di prendere oggetti scartati e non correlati e inventare quasi tutto con essi, cosa che attribuisce al fatto che ha un "QI incredibilmente alto" e si annoia facilmente. Sfortunatamente, le sue creazioni non sempre funzionano nel modo previsto e talvolta falliscono nel momento sbagliato per causare problemi alla squadra. Sia Cip che Ciop sono attratti da Scheggia e spesso competono per la sua attenzione, ma in molti casi non sembra accorgersene. La personalità di Scheggia era basata sul personaggio femminile inventivo Jordan nel film del 1985 Scuola di geni.[12]
- Zipper (voce originale di Corey Burton, doppiaggio italiano di Antonella Rinaldi)[6] è una minuscola mosca verde-bluastra amico di lunga data e assistente di Monterey Jack.[8] Con le sue piccole dimensioni e le sue capacità di volo, Zipper spesso gestisce piccoli lavori che il resto degli Agenti Speciali non può fare. Parla con ronzii incomprensibili che solo Monty e altri insetti sono in grado di capire, e con parole più chiare più avanti nella serie. Anche Zipper, occasionalmente, come Monty ha dimostrazioni di forza impressionanti per le sue dimensioni.

### Alleati
- Agente Kirby ed Agente Muldoon (entrambi doppiati in lingua originale da Peter Cullen) sono due agenti di polizia presenti in molti episodi arrivando ad arrestare i criminali incastrati dagli Agenti Speciali: Muldoon è un uomo magro caucasico, invece Kirby è un afroamericano forte e muscoloso che normalmente guida la loro auto. I due lavorano in coppia sotto il sergente Spinelli fuori dal loro distretto, insieme a molti altri ufficiali e investigatori come si vede nel pilota "To The Rescue", incluso il detective della polizia in pensione Donald Drake e il suo K-9 Plato.
- Detective Donald Drake e K-9 Plato (Platone in italiano) (doppiati in originale da Rob Paulsen e Alan Oppenheimer) sono membri delle forze di polizia vicini alla pensione nel pilot della serie "To The Rescue", appaiono nella serie perché Plato è un caro amico di Cip & Ciop. Dopo che Drake e Plato, aiutati da Kirby e Muldoon, recuperano la collana di rubini Clutchcoin dallo scagnozzo di Aldrin Klordane, Percy, Klordane e il suo animale domestico Gattolardo, che Drake e Plato presumevano fosse annegato un anno prima, incastrano Drake e Plato per il furto della stessa collana, per cui il capitano della polizia incarcera entrambi. Cip e Ciop e i nuovi Agenti Speciali, dimostrano l'innocenza di Drake e Plato, che quindi possono ritirarsi come previsto, con Platone che dà il suo distintivo di polizia agli Agenti Speciali come ricompensa per il loro eroismo. I loro nomi fanno riferimento a Paperino e Pluto, con cui il duo di scoiattoli ha avuto avventure nei cortometraggi e nei progetti successivi.
- Sergente Spinelli (doppiato in lingua originale da Jim Cummings) è l'ufficiale superiore di Kirby e Muldoon nel loro distretto e supervisiona sia il loro lavoro, sia la maggior parte dei casi di cui la stazione si occupa che non rientrano nelle giurisdizioni degli altri rami del dipartimento o sono supervisionati dal capitano. A volte è sulla scena con Kirby e Muldoon quando arrestano i cattivi che gli Agenti Speciali hanno fermato. Nel pilot della serie "To The Rescue" è uno degli ufficiali in comando della squadra SWAT del distretto.

### Antagonisti
- Gattolardo (doppiatore originale Jim Cummings)[6] è l'antagonista principale della serie, un gatto soriano grigio criminale e obeso e uno dei nemici più frequenti degli Agenti Speciali. Precedentemente di proprietà del criminale Aldrin Klordane (gli agenti incontrano il gatto per la prima volta mentre indagano su un reato di Klordane), dopo l'incarcerazione del padrone Gattolardo diventa un criminale indipendente e un boss del crimine nel mondo animale.[8] Straordinariamente orgoglioso del suo aspetto, mantiene i suoi baffi puliti, indossa un vestito viola e ha un debole per le cose costose. Gattolardo è una mente criminale spietata e i suoi piani, sebbene a volte bizzarri, sono comunque pericolosi e sadici.[6] Odia i cani e molti dei suoi piani sono stati attacchi contro di loro. L'unica cosa che odia più dei cani sono gli Agenti Speciali, di cui cerca sempre di sbarazzarsi usando metodi elaborati e lenti, piuttosto che ucciderli immediatamente. La complessità dei suoi piani di solito finisce per essere la sua rovina.[6] Ha un cugino che vive a Parigi, in Francia. Il doppiatore Jim Cummings ha descritto Gattolardo come una combinazione di Zero Mostel e Dom DeLuise. Gattolardo è solitamente accompagnato da quattro scagnozzi, e nonostante la loro stupidità li manda quasi sempre a fare il lavoro sporco per lui, poiché è troppo intelligente o troppo pigro per sporcarsi le zampe e i quattro sono troppo stupidi e intimiditi da lui per disobbedirgli.
- Il Professor Norton Pandemonium (Nimnul; voce di Jim Cummings)[6] è l'antagonista secondario della serie, uno scienziato pazzo che prima lavorava per Aldrin Klordane, ed è perciò, come per Gattolardo, che gli Agenti Speciali lo hanno affrontato inizialmente, rendendo uno dei nemici ricorrenti dei protagonisti.[8] È un uomo intelligente e creativo, ma i suoi piani spesso sono molto contorti e mancano di logica: una volta ad esempio rapisce tutti i gatti della città per produrre un'immensa quantità di elettricità statica,[13] e nel film pilota costruisce un cannone laser, alimentato da un grosso rubino, per creare uno stampo di gelatina gigante con il quale causare un terremoto sotto la riserva aurea degli Stati Uniti.[8] Pandemonium ha i capelli rossi diradati e baffi, indossa occhiali molto spessi e ride con tono acuto. A differenza di altri umani della serie, Pandemonium è consapevole delle attività degli Agenti Speciali e persino del fatto che hanno un'intelligenza a livello umano, a causa della loro costante interferenza nei suoi piani: questo è diventato ancora più esplicito in "A Fly in the Unguento" quando il suo teletrasporto malfunzionante gli ha fatto scambiare la testa con Zipper, permettendogli di capire gli Agenti quando sono costretti a lavorare con loro per salvare Zipper dall'ospedale e riportare tutti alla normalità (lo stesso 'problema tecnico' nel suo teletrasporto che fa cambiare testa rispettivamente a Cip/Monty e Ciop/Scheggia). È fisicamente modellato sull'animatore Disney Bruce Talkington.[6]
- Aldrin Klordane (doppiatore originale Corey Burton) è un avido e brutale boss mafioso e il padrone di Gattolardo.
- Topo Capone (doppiatore originale Jim Cummings) è un ratto signore del crimine, ispirato al capo dei gangster statunitense Al Capone.
  - Arnold Mousenegger (doppiatore originale Brian Cummings) è un topo stupido e forzuto che lavora per Topo Capone. Il suo nome è visibilmente ispirato dall'attore Arnold Schwarzenegger.
  - Sugar Ray Lizard (doppiatore originale Chuck McCann) è una lucertola intelligente che lavora per Topo Capone. Il suo nome è ispirato dall'ex pugile Sugar Ray Leonard.

## Produzione
Agenti speciali è stato originariamente concepito come il primo di tre nuovi spettacoli associati alla popolare serie Disney DuckTales, che aveva più che raddoppiato gli ascolti tra il pubblico infantile nelle sue fasce orarie dopo il suo debutto nell'autunno del 1987. La Disney aveva inizialmente investito $ 20 milioni in DuckTales e poi $ 28 milioni in Cip & Ciop agenti speciali.
Insieme a TaleSpin e una terza serie, Double-O Duck (che alla fine venne rinominata Darkwing Duck), avrebbero completato un blocco di programmazione in seguito noto come "The Disney Afternoon" insieme alla serie, già in onda, I Gummi per capitalizzare il successo di DuckTales'.
Quando Tad Stones ha avuto per la prima volta l'idea per la serie Agenti Speciali, Cip & Ciop non facevano parte dello show. Inizialmente propose di fare una serie TV basata su Le avventure di Bianca e Bernie, ma la Disney rifiutò l'idea poiché un sequel per quel film era già in produzione. Quindi Stones creò un nuovo concept con il titolo provvisorio di Metro Mice, che vedeva come protagonista un topo tipo Indiana Jones di nome Kit Colby che sfoggiava un borsalino e una soffice giacca di pelle con colletto, più un camaleonte, una versione precedente di Scheggia e un personaggio che ricorda Monterey Jack con un nome diverso. La proposta, lanciata a un incontro con Michael Eisner e Jeffrey Katzenberg, fu accolta bene ad eccezione del personaggio di Kit, che su suggerimento di Eisner fu sostituito con il duo di scoiattoli per dare allo spettacolo alcuni personaggi Disney affermati con cui lavorare. Alla fine del 1987, due anni prima del suo debutto televisivo, lo spettacolo fu annunciato con il titolo originale proposto di "Cip & Ciop Agenti Speciali".
Sebbene Cip e Ciop fossero personaggi affermati, per portarli nella serie sono stati mantenuti solo il loro aspetto generale e i tratti della personalità di base. A differenza delle loro apparizioni in cortometraggi Disney, gli Agenti Speciali presentano il duo di scoiattoli come molto verbale, con Cip doppiato da Tress MacNeille e Ciop doppiato da Corey Burton. L'elaborazione audio è stata utilizzata per accelerare le registrazioni vocali e dare alle voci un tono più alto, in particolare quella di Cip. Alla coppia sono stati dati dei vestiti: Cip indossa l'abbigliamento del Kit originale, mentre il goffo Ciop ricordava Thomas Magnum di Magnum PI con la sua Camicia hawaiana, anche se non modellato specificamente sul detective.
La serie è stata trasmessa per la prima volta nel 1989 su Disney Channel prima di trasferirsi in uno slot regolare in syndication l'autunno successivo. Nel 1990, la serie è stata presentata in anteprima come parte della formazione nota come The Disney Afternoon, dove è andata avanti fino al 1993. Il 2 ottobre 1995, Cip & Ciop Agenti Speciali iniziò le repliche sul Disney Channel come parte di un blocco di programmazione di due ore chiamato "Block Party", in onda nei giorni feriali nel tardo pomeriggio / prima serata e che includeva anche Darkwing Duck, TaleSpin e DuckTales.
Il tema di apertura dello spettacolo è stato scritto (indicato nei titoli di coda come "parole e musica") da Mark Mueller, un cantautore che ha anche scritto la popolare sigla DuckTales, e prodotto da Alf Clausen. La canzone eseguita nei titoli di coda è cantata da Jeff Pescetto (che ha anche eseguito la sigla DuckTales). Una sigla integrale è stata registrata da The Jets, un gruppo pop del Minnesota, e pubblicata nella colonna sonora di The Disney Afternoon.

## Doppiaggio
| Personaggio                           | Doppiatore originale | Doppiatore italiano              |
| ------------------------------------- | -------------------- | -------------------------------- |
| Cip (Chip)                            | Tress MacNeille      | Antonella Rinaldi                |
| Ciop (Dale)                           | Corey Burton         | Teo Bellia                       |
| Monterey "Monty" Jack                 | Peter Cullen         | Massimo Rinaldi                  |
| Scheggia (Gadget)                     | Tress MacNeille      | Loredana Nicosia                 |
| Zipper                                | Corey Burton         | Antonella Rinaldi                |
| Gattolardo (Fat Cat)                  | Jim Cummings         | Mario Bardella                   |
| Mole                                  | Corey Burton         | Roberto Stocchi                  |
| Sgrinfia                              | Peter Cullen         | Pino Ammendola                   |
| Wart                                  | Jim Cummings         | Piero Tiberi                     |
| Snout                                 | Corey Burton         | Fabrizio Vidale                  |
| Professor Pandemonium (Norton Nimnul) | Jim Cummings         | Gigi Angelillo Vittorio Amandola |
| Aldrin Klordane                       | Alan Oppenheimer     | Pietro Biondi                    |
| Topo Capone (Rat Capone)              | Jim Cummings         | Giorgio Lopez                    |
| Arnold Mousenegger                    | Brian Cummings       |                                  |
| Sugar Ray Lizard                      | Chuck McCann         |                                  |
| Flash                                 | Rob Paulsen          | Massimo Lodolo                   |
| Harry                                 | Rob Paulsen          | Giorgio Lopez                    |
| Harriet                               | Tress MacNeille      | Paola Giannetti                  |
| Jolly Rogers                          | Jim Cummings         | Glauco Onorato                   |
| Clyde Cosgrove                        | Jim Cummings         | Carlo Reali                      |
| Kismet                                | Tress MacNeille      | Flora Carosello                  |

Il doppiaggio italiano della serie è stato curato dal Gruppo Trenta.

## Home video
Negli Stati Uniti sono stati pubblicati due cofanetti DVD, contenenti rispettivamente 27 e 24 episodi. Dei rispettivi 20 episodi mancanti non si sa ancora nulla di una possibile uscita futura di un terzo volume. Per il mercato internazionale, la seconda stagione è uscita dalla metà del 2012. La serie è stata pubblicata in Blu-ray il 25 gennaio 2022, attraverso il Disney Movie Club, e successivamente ovunque a partire dal 15 Febbraio dello stesso anno.
In Italia, negli anni novanta, sono state pubblicate una serie di videocassette contenenti due o tre episodi ciascuna. Nell'estate del 2007 è stato pubblicato da Buena Vista Home Entertainment un cofanetto costituito da tre DVD, per un totale di 20 episodi, il cui ordine però non corrisponde con la messa in onda originale. Il nome del cofanetto è Cip & Ciop Agenti Speciali - Primo Volume - 3 Dischi.

## Lungometraggio
Il 20 maggio 2022, a 30 anni dopo la fine della produzione della serie animata, la Walt Disney Pictures e la Mandeville Films produrranno un film in tecnica mista diretto da Akiva Schaffer che verrà proposto in streaming su Disney+. In origine Cip e Ciop vengono doppiati da John Mulaney e Andy Samberg mentre in italiano da Raoul Bova e Giampaolo Morelli.

## Videogiochi
- Chip 'n Dale Rescue Rangers (NES, 1990) - (Capcom)
- Chip 'n Dale Rescue Rangers : Adventures of the Nimnul Castle (MS-DOS, 1990) - (Hi-Tech Expressions)
- Chip 'n Dale Rescue Rangers 2 (NES, 1993) - (Capcom)